# Hirohime
Hirohime, född okänt år, död 575, var en japansk kejsarinna (572-575), gift med kejsar Bidatsu.